# 南河川站
南河川站是一个陇海线上的铁路车站，位于甘肃省天水市麦积区石佛乡，建于1952年，目前为四等站，邮政编码为741027。目前客运：办理旅客乘降；行李、包裹托运；货运：办理整车货物发到；不办理罐装危险货物到达；零担仅办理直达整零货物发到。